# Auxelles-Bas
Auxelles-Bas település Franciaországban, Territoire de Belfort megyében. Lakosainak száma 422 fő (2022. január 1.). Auxelles-Bas Auxelles-Haut, Plancher-Bas, Chaux, Giromagny és Lachapelle-sous-Chaux községekkel határos.

## Népesség
A település népességének változása:
| Lakosok száma | 490  | 474  | 480  | 463  | 458  | 453  | 443  | 432  | 422  |
|               | 2013 | 2015 | 2016 | 2017 | 2018 | 2019 | 2020 | 2021 | 2022 |